# Suchiate (rivière)
Cet article concerne la rivière. Pour la ville, voir Suchiate.
La rivière Suchiate (río Suchiate en espagnol) est un fleuve qui marque la frontière occidentale entre le Mexique et le Guatemala. Elle naît à une altitude de 3 000 m sur le flanc sud-est du volcan Tacaná et coule dans la direction sud-sud-est avant de se jeter dans l'océan Pacifique. Ses derniers 75 km forment la frontière entre le Mexique et le Guatemala.
Le bassin de la rivière mesure 1 064 km2 en territoire guatémaltèque et 336 km2 en territoire mexicain,.
Le nom « Suchiate » vient du náhuatl Xochi atl qui signifie « eau de fleurs ». Le site archéologique précolombien d'Izapa n'est pas loin de la rivière.
Les ponts qui traversent le Suchiate sont le pont international de Talismán, entre les villes de Talismán et de El Carmen, et le pont Rodolfo Robles (es), entre Ciudad Hidalgo et Ciudad Tecún Umán (es). Les deux points frontière sont devenus des points de passage importants pour un nombre croissant de migrants latino-américains cherchant un futur meilleur au Mexique et aux États-Unis,.